# Zuka
Zenaida Gourievna Booyakovitch, conocida como Zuka, nacida el 9 de enero de 1924 en Nueva York y fallecida el 18 de diciembre de 2016 en el distrito 14 de París, fue una pintora estadounidense que vivió y trabajó en París.
Fue nombrada con la Orden de las Artes y las Letras en 1990.

## Trayectoria
Zuka, nacida en 1924, provenía de una familia de inmigrantes rusos que huyeron de la Revolución de 1917 para establecerse en California. Allí obtuvo una Licenciatura en Bellas Artes de la Universidad del Sur de California. Se mudó a París en 1948, por consejo de un marchante de arte, para incrementar su cultura. Se casó con el caricaturista francés Louis Mitelberg y comenzó a interesarse por la pintura histórica,  primero por las figuras y acontecimientos de la historia de Estados Unidos y luego más concretamente de California. Su exposición de 1988 sobre la Revolución Francesa vista por una mujer estadounidense (The French Revolution Through American Eyes), presentada en París y luego en cinco ciudades estadounidenses, atrajo numerosas críticas.
Zuka se sintió inicialmente inclinada por el retrato, interesándose más tarde por temas históricos. Sus técnicas fueron principalmente la pintura y el collage utilizando una paleta de colores vivos. En particular, pintó escenas de la Revolución Francesa con una paleta brillante que recuerda más su "California natal" que el «gris parisino». También otorga un lugar importante a la mujer en su obra, así como a las series narrativas.

## Principales exposiciones personales
- 1945 : Universidad del Sur de California, Los Ángeles.
- 1946, 1947 : Galería de Arte Internacional, Los Ángeles.
- 1964, 1966 : Galería Lambert, París.
- 1973, 1976, 1978 : Galería Betty Parsons, Los Ángeles.
- 1976 : Museo Montclair, Montclair (Nueva Jersey).
- 1976 : Museo de Santa Bárbara, Santa Bárbara (California).
- 1981 : Galería Jacqueline Anhalt, Los Ángeles.
- 1985 : Banco Regional de Crédit Agricole Mutuel de la Somme, Amiens.
- 1988 :
  - Fundación Mona Bismarck, París.
  - Museo Nacional de la Mujer en las Artes, Washington D. C.
- 1989 :
  - Galería de la Universidad, Birmingham, Alabama.
  - Galería Baruch College, Nueva York.
  - Grey Gallery, Nueva York.
  - Galería Otis Art Institute, Los Ángeles.
  - Universidad Estatal de Nueva York, Albany, Nueva York.
  - Mujer y Revolución, Banque Lambert, Bruselas.
  - La mujer y la revolución, Mirmande ( Drome).
  - Valmy y Varennes, Braux-Sainte-Cohière ( Marne).
- 1993, 1980 : Centro de Arte Flaine ( Alta Saboya).
- 1993 : Casa Francesa de la Universidad de Nueva York, Ciudad de Nueva York.
- 2000 : Caisse d'Épargne du Limousin, Limoges.
- 2007 : Retrospectiva de Zuka, Mataderos de Avallon.
- 2008 : Los pájaros de Zuka, Museo Charlieu [Charlieu]
- 1970, 1975, 1979, 1982, 2001, 2005 y 2007 : Galería Darthea Speyer, París.

## Principales exposiciones colectivas
- 1948, 1951 : Salón para menores de 30 años, París.
- 1951, 1958 : Salón de la Jeune Peinture, París.
- 1951 : Centro Cultural Americano, París.
- 1959 : Bienal de París.
- 1960 : Galerie des Quatre Saisons, París.
- 1966 : Diez estadounidenses en París, Centro Cultural Americano, París.
- 1967 : U. S. Un grupo 67 , Museo de los Agustinos, Toulouse.
- 1972 : Galería Betty Parsons, Nueva York.
- 1973, 1974, 1992 : Salón de Mai, París.
- 1975 : El Año de la Mujer, Museo de Arte Moderno de la Ciudad de París.
- 1976 : Bienal de Pintura, Cagnes-sur-Mer.
- 1981 : West 81, Museo de Arte de Minnesota, Saint Paul ( Minnesota).
- 1982: Feria de arte contemporáneo de Montrouge.
- 1984: El papel de la mujer en el arte contemporáneo, Galería Municipal, Vitry-sur-Seine.
- 1988: Centro de Arte Flaine ( Alta Saboya).
- 1989: Artistas americanos en Francia, Avranches ( La Mancha).
- 1989: 1 Trienal de las Américas, Maubeuge.
- 1993 : Colección de estudios en memoria de William y Uytendale Scott, Bryn Mawr (Pensilvania).
- 1993: Lápiz, pluma, carboncillo, Galerie Darthea Speyer, París.
- 1994: Los Creadores son un éxito, Musée de La Poste, París.
- 1995: Animales, Galería Darthea Speyer, París.
- 1997  Animal, Mediateca François-Mitterrand, Oise.
- 1997: Artistas americanos en París 1947-1997, Fundación Mona Bismarck, París.
- 1998: 30 años, Galería Darthea Speyer, París.
- 1999: Pintores Icaunais, Avallon, Pontigny, Sens y Tonnerre.
- 1999: Animal, Centro de Arte Tremblay.
- Las Amazonas de la Revolución, Museo Lambinet, Versalles (2017)[4]

## Obra en colecciones públicas
- Bancos Bruselas Lambert, Bélgica.
- Biblioteca Bernard Baruch, Nueva York.
- Fondo Nacional de Arte Contemporáneo, París.
- Francia Télécom Inc., Nueva York.
- Museo de Israel, Jerusalén.
- Museo de Arte de la Universidad Estatal de Luisiana, Luisiana.
- Ministerio de Telecomunicaciones, París.
- Museo de Arte Moderno de la Ciudad de París, París.
- Notre Dame, Indiana.
- Sociedad Cuáquera, Nueva York.
- Biblioteca pública de Rockland, Rockland, Maine.
- La Colección de Arte del Primer Banco Nacional de Chicago, Chicago.
- Fondo del siglo XX, ciudad de Nueva York.

## Trabajos por encargo
- 1978: Dibujo contra la violación para la película L'Amour violé de Yannick Bellon.
- 1989: Fresco del Instituto Francés de Nueva York, creado en 2006

## Premios y reconocimientos
- Chevalier de l'ordre des Arts et des Lettres (1990)